# Chaveyriat
Chaveyriat es una comuna francesa situada en el departamento de Ain, de la región de Auvernia-Ródano-Alpes.

## Demografía
| 623 | 616 | 567 | 598 | 766 | 810 | 885 | 975 | 1 011 |
| Para los censos de 1962 a 1999 la población legal corresponde a la población sin duplicidades (Fuente: INSEE [Consultar]) |     |     |     |     |     |     |     |       |